# السرايم (جبلة)

تعديل مصدري - تعديل

السرايم هي إحدى قرى عزلة المكتب بمديرية جبلة التابعة لمحافظة إب، بلغ تعداد سكانها 3671 نسمة حسب تعداد اليمن لعام 2004.